# Цеков Сергій Павлович
Цеков Сергій Павлович (нар. 28 вересня 1953, Сімферополь) — колишній український, згодом — російський політик, сенатор. Перший член Ради федерації РФ від влади Криму з 24 вересня 2014 року.
Депутат ВРУ I-го скликання (1990—1994). Голова Верховної Ради Автономної Республіки Крим (1994—1995).

## Життєпис

Країни, де Цеков під санкціями

Народився 28 вересня 1953 року у Сімферополі. 1977 року закінчив лікувальний факультет Кримського медичного інституту, за фахом лікар-хірург.
- 1970—1971 — слюсар Центральних ремонтних майстерень у Сімферополі.
- 1977—1979 — лікар-хірург в Джанкойській лікарні.
- 1979—1994 — лікар-хірург Сакської центральної районної лікарні. За час роботи зробив понад 2500 хірургічних операцій.
- З травня 1994 по липень 1995 — Голова Верховної Ради АРК.
- 1995—1998 — депутат Верховної Ради Криму.
- 2006—2009 та з березня 2010 по листопад 2010 — перший заступник Голови Верховної Ради АРК.
- листопад 2010 — квітень 2011 — голова Постійної комісії Верховної Ради АРК з культури, справ молоді і спорту.
- З квітня 2011 — Голова Постійної комісії Верховної Ради АРК з культури.

Один із чотирьох депутатів, які 16 липня 1990 року проголосували проти ухвалення Декларації про державний суверенітет України.
Після 2014 Сергій Цеков став представником півострова у Раді Федерації. У серпні 2015 року заявив, що незалежність України утискає права російськомовних, а для більшості громадян України ця дата нібито не є святковою.

## Громадська діяльність
- Депутат Верховної Ради України I-го скликання 1990–1994.
- Депутат Верховної Ради Автономної Республіки Крим 2-го (1994–1998), 4-го (2002–2006), 5-го (2006–2010), 6-го (2010–2015) скликань.
- 1993–1994 — заступник голови, 1994–1997 — голова Республіканської партії АРК.
- 1993–1999 — заступник голови Російської громади АРК, 1999–2003 — перший заступник голови, виконавчий директор Російської громади АРК, з травня 2003 — голова російської громади АРК.
- З 2000 — заступник Голови «Російської громади України».
- З 2001 — член Президії «Російського руху України».
- 2003–2005 — заступник голови партії «Російський блок».
- 2005–2009 — член Партії регіонів, 2005–2009 — перший заступник голови Кримської республіканської організації Партії регіонів.
- З січня 2004 — член правління, з грудня 2008 — заступник голови президії Міжнародної ради російських співвітчизників.
- З 2007 — член Всесвітньої координаційної ради російських співвітчизників.
- Співголова Всекримського суспільно — політичного руху «Російська єдність» з 2009.
- Член Партії «Російська єдність» з 2010.
- З листопада 2010 — заступник голови Всеукраїнської координаційної ради організацій російських співвітчизників.
- З 2011 — голова Кримського координаційної ради організацій російських співвітчизників.
- З 2014 — член Ради федерації РФ.[4]

## Санкції
17 березня 2014 року, через анексію Криму, занесений Євросоюзом до санкційного списку осіб, у яких у ЄС заморожуються активи і щодо яких введено візові обмеження.
12 березня 2022 року, на тлі вторгнення Росії в Україну, потрапив до розширеного списку санкцій Євросоюзу, а також під санкції Швейцарії, України та Нової Зеландії.

## Нагороди та відзнаки
- Заслужений працівник місцевого самоврядування АРК (2008).
- Почесна грамота Міжнародної Ради Російських співвітчизників «Співвітчизник року-2006».
- Орден Дружби (2009).
- Відзнака АРК «За вірність обов'язку» (2013).
- Імператорський Орден Святої Анни третього ступеня (2013).